# Zyras microarmatus
Zyras microarmatus – gatunek chrząszcza z rodziny kusakowatych i podrodziny rydzenic.
Gatunek ten opisał po raz pierwszy w 1996 roku Roberto Pace na łamach „Revue suisse de Zoologie”. Jako lokalizację typową wskazano Nairobi w Kenii.
Chrząszcz o błyszczącym, wydłużonym w zarysie ciele długości 5,4 mm. Głowa jest rudobrązowo ubarwiona, o silnie zatartym punktowaniu i tak długich jak oczy skroniach. Czułki mają człony pierwszy, drugi i jedenasty rudożółte, pozostałe człony zaś rudobrązowe. Człony nie są bocznie ścieśnione, a szósty i siódmy są dłuższe niż szerokie. Rudobrązowe przedplecze ma drobne i rozproszone ziarenkowanie. Rudobrązowe pokrywy w okolicy tarczki są głęboko punktowane, w pozostałej części drobno ziarenkowane. Kolor odnóży jest rudożółty. Odwłok jest rudobrązowy.
Owad afrotropikalny, znany z Kenii i Namibii.